# HMAS Waterhen (D22)
El HMAS Waterhen (D22/I22) va ser un destructor de classe W que va servir a la Royal Navy (com a HMS Waterhen (G28/D22)) i a la Royal Australian Navy (RAN). Construït durant la Primera Guerra Mundial, el destructor es va completar a mitjans de 1918 i es va posar en servei a la Royal Navy. El 1933, el Waterhen i altres quatre vaixells britànics van ser traslladats a la RAN. La carrera inicial del vaixell a la RAN va ser sense incidents, amb períodes passats fora de servei a la reserva, però va ser reactivat el setembre de 1939 i es va desplegar al Mediterrani com a part de la força de destructors australiana: la Flotilla de Ferralla. Durant el seu temps al Mediterrani, el Waterhen va participar en tasques d'escorta i patrulla, va realitzar bombardejos a la costa i va participar en les evacuacions aliades de Grècia i Creta. El 29 de juny de 1941, mentre operava amb el servei de ferri de Tobruk, el Waterhen va ser greument danyat per dos avions de la Regia Aeronautica italiana, els bombarders en picat Ju 87 Stuka (anomenat Picchiatello) de la 239 squadriglia, pilotats pels pilots Serg.mag. Ennio Tarantola i Serg. Lastrucci. Els intents de remolcar el vaixell fins a port no van tenir èxit, i es va enfonsar el 30 de juny de 1941, el primer vaixell de la RAN perdut en combat a la Segona Guerra Mundial.

## Disseny i construcció
El Waterhen era un destructor de classe W construït per a la Royal Navy durant la Primera Guerra Mundial. El vaixell tenia un desplaçament de 1.100 tones a càrrega estàndard, tenia 312 peus i 1,25 polzades (95,1294 m) d'eslora total i 300 peus (91 m). de llarg entre perpendiculars, tenia una mànega de 29 peus 6,5 polzades (9,004 m) i un calat màxim de 13 peus 11,125 polzades (4,24498 m). [ 3 ] La maquinària de propulsió consistia en tres calderes Yarrow que alimentaven dues turbines Brown-Curtis , que proporcionaven 27.000 cavalls de potència (20.000 kW) als dos eixos de l'hèlix. [ 4 ] La velocitat màxima dissenyada era de 34 nusos (63 km/h; 39 mph). El Waterhen tenia una autonomia de 3.560 milles nàutiques (6.590 km; 4.100 milles) a 12 nusos (22 km/h; 14 mph). La companyia del vaixell estava formada per 6 oficials i 113 mariners.
En el llançament, l'armament principal del Waterhen constava de quatre canons Mark V QF únics de 4 polzades (102 mm). Això es va complementar amb un canó naval QF de 2 lliures de quatre barres i cinc metralladores de .303 polzades de diversos tipus. El destructor també estava equipat amb dos conjunts de 3 tubs de torpedes de 21 polzades (533 mm), dos canals de càrregues de profunditat i quatre llançadors de càrregues de profunditat. Les modificacions posteriors al seu armament van incloure la instal·lació d'un segon canó de 2 lliures, i la substitució dels conjunts de tubs de torpedes per dos conjunts de 4 tubs.
Se li va col·locar la quilla a Palmers Shipbuilding and Iron Company a la seva drassana a Hebburn-on-Tyne el 3 de juliol de 1917.Va ser avarat el 26 de març de 1918. El destructor es va completar el 17 de juliol de 1918 i va ser posat en servei a la Royal Navy.

## Historial operatiu

### Transferència a la RAN
El 1933, l'Almirallat britànic va decidir substituir cinc destructors de classe S cedits a la RAN per cinc destructors més capaços (però una mica més antics). El Waterhen va ser un dels cinc vaixells seleccionats, i va ser assignat a la RAN a Portsmouth l'11 d'octubre de 1933. Els vaixells van arribar a Austràlia el 21 de desembre de 1933. El Waterhen va ser pagat a la reserva el 9 d'octubre. 1934, però es va tornar a posar en servei el 14 d'abril de 1936. Va ser donada de baixa l'1 de juny de 1938, i va tornar al servei entre el 29 de setembre i el 10 de novembre de 1938. [ 6 ]

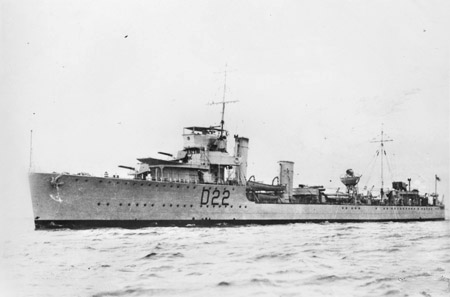
El Waterhen en marxa

### Segona Guerra Mundial
Amb la guerra a Europa que s'aproximava, el Waterhen va tornar ser assignat l'1 de setembre de 1939. El 14 de novembre, el Waterhen va navegar cap a Singapur, després de trobar-se amb la resta de la flotilla de destructors australiana (coneguda com la "Flotilla de ferralla" pels propagandistes alemanys), en direcció al Mediterrani. Durant el camí, el Waterhen es va separar per participar en la caça infructuosa del vaixell de guerra alemany Admiral Graf Spee. Durant la primera part del seu desplegament a la Mediterrània, el Waterhen va estar involucrat en l'escorta de combois i patrulles antisubmarines, però aquestes van ser majoritàriament sense incidents fins que Itàlia va entrar a la guerra l'agost de 1940.
El 17 d'agost, el destructor va realitzar bombardejos a la costa de Líbia.El 21 d'agost van fer el mateix a Bardia. A l'octubre, el Waterhen va escortar els vaixells de subministrament a Creta, on s'estava instal·lant una base d'avançada per ajudar en el reforç aliat de Grècia. El 25 de desembre, el vaixell va capturar el veler italià Tireremo Diritto.El 30 de desembre, el Waterhen va embolicar i enfonsar accidentalment el vaixell d'arrossegament antisubmarí HMS Bandalero, i es va veure obligat a atracar per a reparacions. A l'abril, el Waterhen va participar en les evacuacions aliades de Grècia i Creta. Després d'això, va ser assignada al servei de ferri de Tobruk; el subministrament corre cap a la força aliada assetjada a Tobruk.

### Pèrdua
El 29 de juny, el Waterhen i l'HMS Defender estaven navegant cap a Tobruk quan van ser atacats a Sollum per 19 bombarders en picat Junkers Ju 87 (dotze alemanys i set italians). L'atac va danyar molt el destructor australià (encara que l'única víctima va ser una ferida d'una llauna voladora de bully beef); el Waterhen va rebre l'impacte a la popa per una sola bomba de 500 kg (1.100 lliures) llançada pel Ju 87 pilotat pel Maresciallo Ennio Tarantola (239è Esquadró de Bombardaments en Picat, Regia Aeronautica ), que va provocar la inundació immediata de les sales de màquines i calderes.El Defender va agafar el Waterhen a remolc, però a les 13:50 del 30 de juny de 1941, el destructor es va bolcar i es va enfonsar. Va ser el primer vaixell de la Royal Australian Navy que es va perdre per l'acció de l'enemic durant la Segona Guerra Mundial.
El vaixell va guanyar tres honors de batalla pel seu servei de guerra: "Líbia 1941", "Grècia 1941" i "Creta 1941".